# Guillea canyonincolae
Guillea canyonincolae is een hydroïdpoliep uit de familie Laodiceidae. De poliep komt uit het geslacht Guillea. Guillea canyonincolae werd in 2000 voor het eerst wetenschappelijk beschreven door Bouillon, Pages, Gili, Palanques, Puig & Heussner. 